# Unitățile administrativ-teritoriale din stînga Nistrului
Unitățile administrativ-teritoriale din stînga Nistrului (UAT din Stînga Nistrului) este un termen utilizat în Legea organizării administrativ-teritorială a Republicii Moldova pentru a desemna localitățile amplasate pe malul stâng al fluviului Nistru și controlate de regimul separatist transnistrean (Republica Moldovenească Nistreană, cunoscută în mod obișnuit ca Transnistria). Această expresie a fost inclusă pentru prima dată în actele normative ale Republicii Moldova în anul 1998. UAT din stînga Nistrului nu se referă la:
- localitățile din stânga Nistrului aflate în administrația oficială a Republicii Moldova: Cocieri, Doroțcaia, Molovata Nouă, Roghi, Vasilievca.
- localitățile din dreapta Nistrului controlate de regimului separatist transnistrean: Chițcani, Cremenciug, Gîsca, Proteagailovca, Merenești, Tighina, Zahorna.

Sintagma „Unitățile administrativ-teritoriale din stînga Nistrului” nu este sinonimă cu „Transnistria”, deoarece, din punct de vedere geografic, ultima include toate localitățile din stânga Nistrului, și nici cu așa-numită Republică Moldovenească Nistreană. Pe de altă parte, cuvântul „Transnistria” este utilizat colocvial pentru a desemna așa-numită Republica Moldovenească Nistreană, care cuprinde localități de pe ambele maluri ale Nistrului. 
Legea nr. 764 din 27 decembrie 2001 privind organizarea administrativ-teritorială a Republicii Moldova, implementată în anul 2003, păstrează sintagma „Unitățile administrativ-teritoriale din stînga Nistrului” menționând statutul special de autonomie al localităților din stânga Nistrului care poate fi stabilit prin lege organică. Această lege nu prevede organizarea localităților în raioane.

## Diviziuni administrative
Unitățile administrativ-teritoriale din stînga Nistrului numără 147 localități: 1 municipiu, 9 orașe, 69 comune și 68 sate.